# Azy-le-Vif
Azy-le-Vif é uma comuna francesa na região administrativa de Borgonha-Franco-Condado, no departamento Nièvre. Estende-se por uma área de 45,4 km². Em 2010 a comuna tinha 209 habitantes (densidade: 4,6 hab./km²).